# Juan Pablo Dotti
Juan Pablo Dotti (* 24. Juni 1984) ist ein argentinischer Radrennfahrer.
Juan Pablo Dotti wurde 2004 argentinischer Vizemeister im Zeitfahren der U23-Klasse. Im nächsten Jahr konnte er diesen Wettbewerb für sich entscheiden. 2006 wurde er Etappendritter bei der Vuelta a San Juan. 2007 schaffte er es dort gleich dreimal auf das Podium, inklusive eines Etappensiegs. In der Gesamtwertung belegte er den dritten Rang. 2007 gewann er je eine Etappe der Vuelta a Navarra und der Vuelta a Venezuela. Im Jahr 2012 wurde er argentinischer Meister im Straßenrennen.

## Erfolge
2005
- Argentinischer Meister – Einzelzeitfahren (U23)

2007
- eine Etappe Vuelta a Navarra
- zwei Etappen Vuelta a Venezuela

2008
- eine Etappe Clásico Ciclístico Banfoandes

2009
- eine Etappe Vuelta Ciclista del Uruguay

2012
- Argentinischer Meister – Straßenrennen

2018
- eine Etappe Vuelta Ciclista del Uruguay

2019
- Argentinischer Meister – Einzelzeitfahren

## Teams
- 2007 Cinelli-Endeka-OPD
- 2008 Cinelli-OPD
- 2017 Sindicato de Empleados Públicos de San Juan
- 2018 Sindicato de Empleados Públicos de San Juan
- 2019 Sindicato de Empleados Públicos de San Juan